# 10640 Varunkumar
10640 Varunkumar è un asteroide della fascia principale. Scoperto nel 1998, presenta un'orbita caratterizzata da un semiasse maggiore pari a 2,2240592 au e da un'eccentricità di 0,1450238, inclinata di 3,63194° rispetto all'eclittica.